# 荒木穂乃佳
荒木 穂乃佳（あらき ほのか、1997年〈平成9年〉12月13日 - ）は、日本の柔道選手、警察官。兵庫県出身。身長は160cm、階級は63kg級。血液型はB型。得意技は背負投。

## 経歴
柔道は3歳の時に将祥柔道館で始めた。姫路市立灘中学校2年生の時に全国中学校柔道大会63kg級の3回戦で東松山市立南中学校2年生の嶺井美穂に横四方固で敗れた。3年生の時には天王南中学校2年生の三浦裕香理に判定で敗れて5位だった。夙川学院高等学校へ進み、1年生の時に全国高校選手権の57kg級に出場するも3回戦で敗れた。2年生の時には階級を63kg級に戻すと、全国高校選手権では準々決勝で桐蔭学園高等学校2年の嶺井美穂に指導1で敗れて5位だった。3年生の時にはインターハイの準決勝で大成高等学校3年生の鍋倉那美に合技で敗れるも3位になった。全日本ジュニアでは準決勝で鍋倉に内股で敗れるなどして5位だった。
2016年には兵庫県警察の所属となると、9月の全国警察柔道選手権大会では決勝で同じ兵庫県警察の北岡京を有効で破って優勝した。続く全日本ジュニアでも準決勝で三井住友海上火災保険の鍋倉にGSに入ってから反則勝ちすると、決勝でも龍谷大学2年生の米澤夏帆を指導2で破って優勝を果たした。11月の講道館杯では準決勝で筑波大学3年の能智亜衣美に有効で敗れるも3位となったことで、グランドスラム・東京の出場権を得た。グランドスラム・東京では2回戦でオーストラリアの選手に指導2で敗れた。2017年2月のベルギー国際ではジュニアの部、シニアの部でともに3位となった。4月の体重別では準決勝で筑波大学4年の津金恵に敗れて3位だった。9月の全国警察柔道選手権大会では決勝で北岡を大外刈で破って2連覇を飾った。続く全日本ジュニアでは決勝で東大阪大学敬愛高等学校3年の嘉重春樺を技ありで破って2連覇を飾った。10月の世界ジュニアでは決勝まで進むと、ヨーロッパジュニアチャンピオンであるオランダのサンネ・フェルメールを背負投の技ありで破って優勝した。初開催となった男女混合による団体戦では70㎏級で出場すると、準決勝のロシア戦で70kg級のヨーロッパジュニアチャンピオンであるマディナ・タイマゾワをGSに入ってから技ありで破るが、決勝のオランダ戦では個人戦決勝で破っているフェルメールに小外掛で一本負けするも、他のメンバーが勝利してチームは優勝を果たした。2018年4月の体重別では決勝で了徳寺学園職員の能智亜衣美に反則負けして2位だった。9月の全国警察柔道選手権大会では決勝で大阪府警察の谷内美希に反則負けして3連覇はならなかった。12月にはヨーロッパクラブ選手権にルーマニアのCSMデヴァクラブ代表として70㎏級で出場すると、ファニー＝エステル・ポスビトやマルゴー・ピノなどの強豪に反則勝ちするも、チームは5位にとどまった。2019年の全国警察柔道選手権大会では決勝で北岡を破って2年ぶり3度目の優勝を果たした。

## 戦績
- 2012年 -　全国中学校柔道大会　5位
- 2015年 -　全国高校選手権　5位
- 2015年 -　インターハイ　3位
- 2015年　- 全日本ジュニア　5位
- 2016年 -　全国警察柔道選手権大会　優勝
- 2016年　- 全日本ジュニア　優勝
- 2016年　- 講道館杯　3位
- 2017年 -　ベルギー国際　ジュニアの部　3位　シニアの部　3位
- 2017年 -　体重別　3位
- 2017年 -　ロシアジュニア国際　3位
- 2017年 -　全国警察柔道選手権大会　優勝
- 2017年　- 全日本ジュニア　優勝
- 2017年 -　世界ジュニア　個人戦　優勝　団体戦　優勝
- 2018年 -　ヨーロッパオープン・オディベーラス 5位
- 2018年 -　体重別　2位
- 2018年 -　全国警察柔道選手権大会　2位
- 2018年 - 国体　3位
- 2018年 - ヨーロッパクラブ選手権　5位
- 2019年 -　全国警察柔道選手権大会　優勝

(出典、JudoInside.com)。